# Claire McCardell

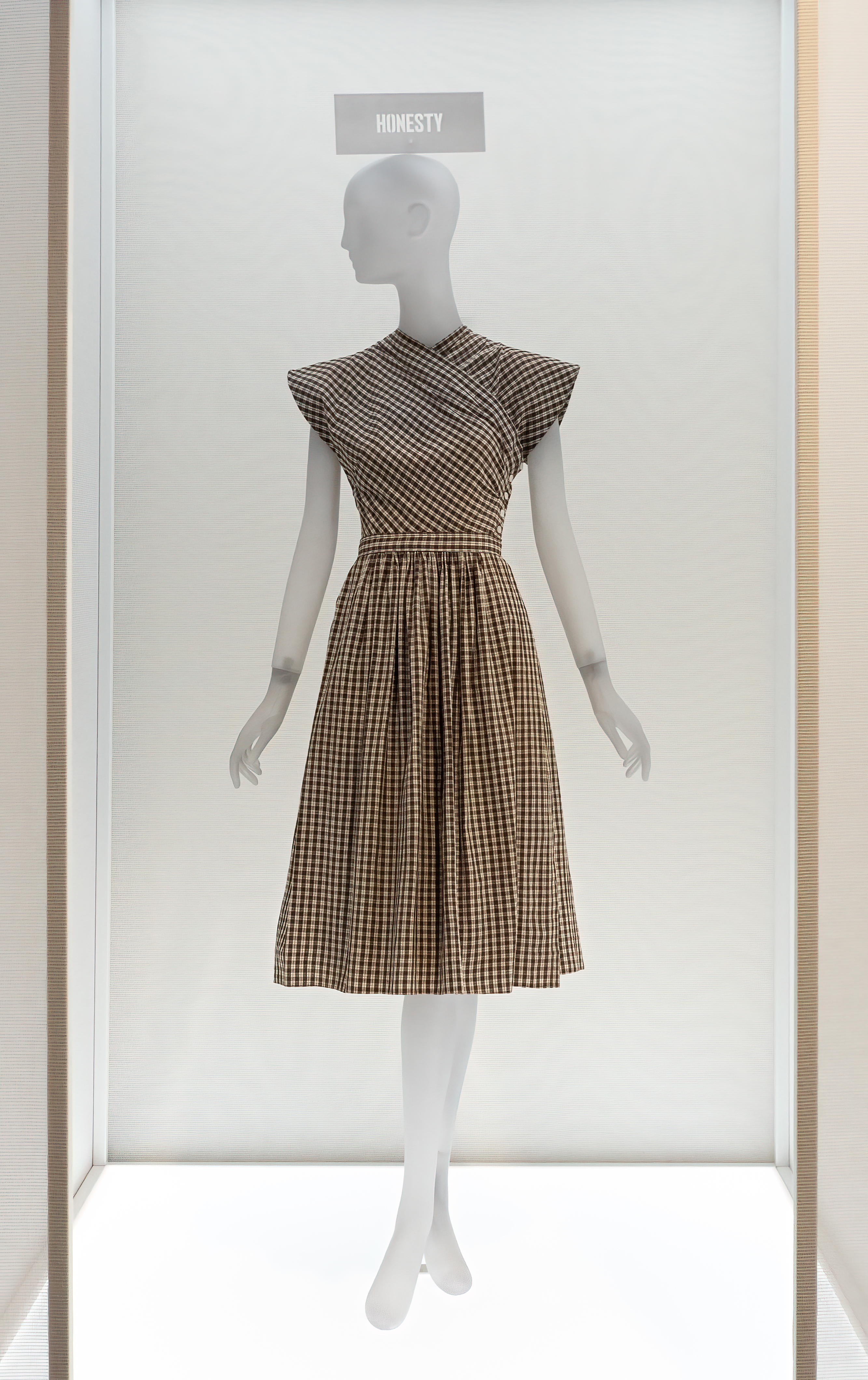
1943 von Claire McCardell entworfenes Kleid für Townley Frocks

Claire McCardell (* 24. Mai 1905 in Frederick, Maryland; † 22. März 1958 in New York City) war eine amerikanische Modeschöpferin von Pret-à-porter-Mode. Sie gilt als die Erfinderin der praktisch-funktionalen Sportswear, die nach dem Zweiten Weltkrieg unter dem Begriff „American Look“ auch in Europa Verbreitung fand.

## Leben
McCardell war das älteste von vier Kindern von Eleanor, geb. Clingan, und Adrian LeRoy McCardell. Ihr Vater war Mitglied des Senats von Maryland und Präsident der Frederick County National Bank.
Mit 16 Jahren wollte McCardell nach New York ziehen und dort Modedesign studieren. Ihr Vater überzeugte sie, sich stattdessen am heimischen Hood College für Hauswirtschaftslehre einzuschreiben. Zwei Jahre später, 1923, zog sie schließlich doch nach New York und schrieb sich an der New York School of Fine and Applied Art ein. Einen Teil ihres Studiums verbrachte McCardell 1927 an der Parsons School in Paris, damals die Stadt der Mode. Auf Flohmärkten erwarb sie Kleidungsstücke namhafter Modeschöpferinnen und -schöpfer wie beispielsweise Madeleine Vionnet, die sie zum besseren Verständnis des Schnitts zu Hause auftrennte und wieder zusammennähte.
1928 schloss McCardell ihr Studium mit einem Bachelor of Fine Arts in Kostümdesign ab. Danach nahm sie verschiedene Gelegenheitsjobs an, zunächst als Blumenmalerin von Papierlampenschirmen und Anprobemodell für das Kaufhaus B. Altman & Co., danach als Assistentin im Modesalon von Emmet Joyce sowie in der Strickwarenmanufaktur Sol Pollack. In dieser Zeit traf sie den Sportswear-Designer Robert Turk.

### 1930er Jahre
1929 begann McCardell als Assistentin für Robert Turk zu arbeiten. Zwei Jahre später wechselten beide zu der Modefirma Townley Frocks. Als Turk wenig später bei einem Bootsunfall ums Leben kam, vollendete McCardell seine Herbstkollektion. McCardell erinnerte sich später: „Ich tat, was alle anderen damals auch taten – ich kopierte Paris. Die Kollektion war nicht toll, aber sie verkaufte sich.“ Im selben Jahr begann Dorothy Shaver, Geschäftsführerin der einflussreichen Kaufhauskette Lord & Taylor, die Entwürfe von McCardell sowie u. a. Tina Leser und Tom Brigance unter dem Label „American Look“ zu vermarkten.
Als 27-jährige Chefdesignerin reiste McCardell schon bald wieder regelmäßig nach Paris, wie es in der amerikanischen Modeszene üblich war. Trotz ihrer Bewunderung für die Pariser Haute Couture schienen ihr die Schnitte und Materialien nicht geeignet für die Alltagskleidung ihrer Kundinnen, daher suchte McCardell nach alternativen Inspirationen in Museen, auf Flohmärkten und in der Straßenmode. Im Laufe der 1930er Jahre begann McCardell gegen den Widerstand von Townley Frocks Details in ihre Entwürfe zu integrieren, die Teil ihres Stils wurden, darunter Schärpengürtel, Spaghettibänder und Arbeitskleidungsdetails, z. B. Niete und Denimnähte. Sie selbst prägte dafür den Begriff „McCardellisms“. McCardell experimentierte mit den lockeren Schnitten und komfortablen Materialien, wie sie für Sportkleidung, etwa Bademode oder Kleidung für Ski und Tennis, benutzt wurden. Dazu gehörte auch ihre Maxime, jedes ihrer Kleidungsstücke mit Hosentaschen auszustatten, denn sie böten einer Frau – neben Stauraum – einen „Ort für die Hände, um sich nicht unbehaglich oder verletzlich zu fühlen.“
1938 veröffentlichte sie das „Monastic“-Kleid (etwa: „Klösterliches Kleid“), ein Wollkleid im Schrägschnitt mit eingenähten Taschen. Es hatte keinen Taillensaum und hing lose herab, doch mit dem dazugehörigen Gürtel konnte seine Silhouette auf vielfältige Weise an die Körperformen der Trägerin angepasst werden, ohne den damals üblichen einengenden Hüfthalter. Das Kleid in der Auflage von 100 Stück, exklusiv erhältlich im New Yorker Kaufhaus Best & Co. für 29,95 Dollar, war innerhalb eines Tages ausverkauft. Das Monastic wurde weithin kopiert und über den Versuch, der Nachfrage nachzukommen und Raubkopien zu verhindern, wurde Townley Frocks zahlungsunfähig.
Nach der Schließung von Townley Frocks wurde McCardell von Hattie Carnegie für deren bekannte Kleiderfirma angestellt, doch McCardells Entwürfe hatten bei Carnegies Kundinnen, die auf der Suche nach extravaganteren Schnitten waren, wenig Erfolg. Zu dieser Zeit traf McCardell die Moderedakteurin Diana Vreeland (damals bei Harper’s Bazaar), mit der sie daraufhin eine lebenslange Freundschaft verband. Kurz nachdem McCardell Carnegie verlassen hatte, besuchte sie 1940 ihre letzte Pariser Modenschau und weigerte sich anschließend endgültig, die französischen Entwürfe zu kopieren.

### 1940er Jahre
Townley Frocks wurde 1940 unter neuer Leitung und erneut mit McCardell als Chefdesignerin wiedereröffnet. Mit dem ab nun in die Kleider eingenähten Label „Claire McCardell Clothes by Townley“ wurde sie eine der ersten amerikanischen Designerinnen und Designer, deren Name zur Marke wurde.
Der Zweite Weltkrieg schnitt die amerikanische Modewelt von Europa als Inspirations- und Materialquelle ab. McCardell wusste von dieser neuen künstlerischen Freiheit und der kriegsbedingten Materialknappheit zu profitieren. Als Leder für alle Kleidungsstücke außer Ballettschuhen verboten wurde, kooperierte McCardell mit dem Tanzschuhhersteller Capezio und machte dadurch Ballerinas zum Standard der Damenschuhmode. Als die Regierung 1944 einen Überschuss an Baumwollmaterial für Wetterballons bekannt gab, kaufte McCardell die Bestände und entwarf daraus Kleidung. Auch leicht erhältliche Textilien wie Denim, Kaliko und Wolljersey, mit denen sie bereits gearbeitet hatte, die aber von der Modewelt als zu schlicht abgetan wurden, setzte sie nun erfolgreich für Damenkleider ein.
1941 produzierte McCardell erstmals eine Ensemble-Linie, mit der man aus fünf Kleidungsstücken neun Outfits zusammenstellen konnte. Die Grundlage für diese Idee hatte sie 1934 gelegt, als sie für ihre Paris-Reise sich selbst fünf zusammenpassende, kombinierbare Kleidungsstücke entwarf. McCardells Stücke umfassten Röcke, Hosen, Bodys, Oberteile, Jacken und Tops aus Materialien wie Taft, Jersey, Baumwolle oder Wolltwill. Damit legte sie das Fundament für ein wesentliches Merkmal des American Look; es wurde 1985 weltweit bekannt durch Donna Karans „Seven Easy Pieces“. Im selben Jahr stellte McCardell erstmals das „Kitchen-Dinner“-Kleid (etwa „Küche-und-Abendessen-Kleid“) vor. Das Baumwollkleid hatte einen langen Rock mit einer Schürze aus demselben Stoff, der nach dem Kochen unauffällig abgelegt werden konnte. Generell führte sie Baumwolle, zuvor allein für Hauskleider und Golfkleidung verwendet, in Form von Mänteln und Abendkleidern in die Mode ein. Sie fing an, ihre Kollektionen durch Badeanzüge, Schmuck, Sonnenbrillen, Hochzeitskleider und Kinderkleidung („Baby McCardells“) zu ergänzen, und nahm damit erneut einen wichtigen Aspekt heutiger Prêt-à-porter-Mode vorweg. Ihre Entwürfe wurden von Lauren Bacall, Bettie Page und Georgia O’Keeffe getragen.
1942 entwarf McCardell das „Popover“-Kleid (etwa „Überzieherkleid“), den Vorläufer des Wickelkleides. Das Kleid bestand aus grauem Baumwoll-Denim mit einer geräumigen Tasche und passendem Kochhandschuh. McCardell entwickelte es als Antwort auf einen Wettbewerb von Harper’s Bazaar; gefragt war etwas Modisches, das man zum Hausputz ebenso wie zur darauffolgenden Cocktailparty tragen können sollte. Das Popover-Kleid kam für nur 6,95 Dollar in die Läden und wurde allein in der ersten Saison mehr als 75.000 Mal verkauft. Im Laufe der Zeit wurden diese Kleider zum Herzstück ihrer Kollektionen und sie entwarf Versionen in unterschiedlichen Längen und Materialien.
1943 heiratete McCardell den Architekten Irving Drought Harris, der zwei Kinder aus erster Ehe hatte. Sie wohnten in New York und Bucks County, Pennsylvania. Ab 1944 lehrte McCardell an der Parsons School.

### 1950er Jahre

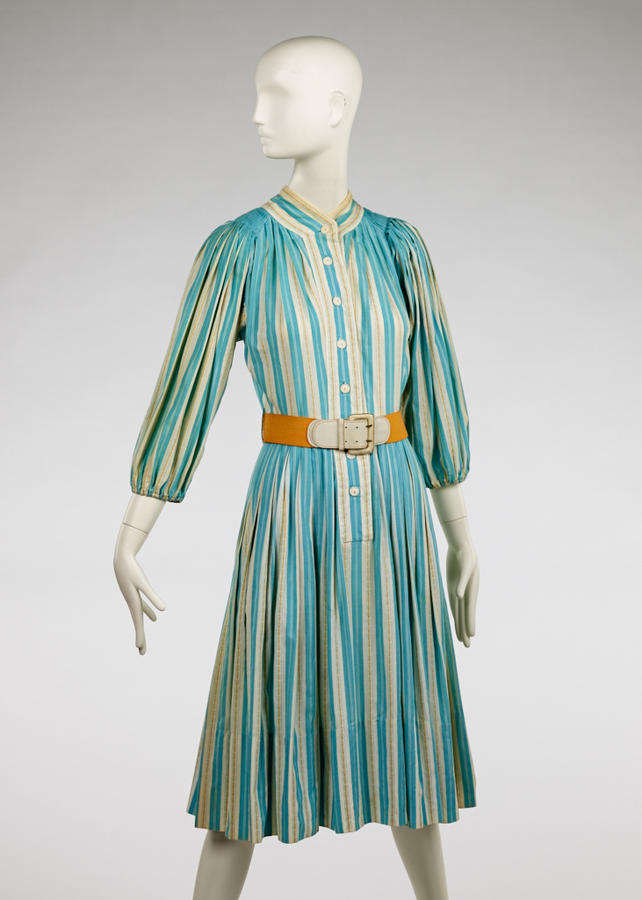
Blau und weiß gestreiftes Baumwollkleid von Claire McCardell, frühe 1950er Jahre

Mit McCardells Bekanntheit stieg auch ihr Einfluss bei Townley: 1952 wurde sie Teilhaberin. Doch zunächst kam mit Diors New Look das enge Korsett wieder, außerdem Schulterpolster, High Heels und Reißverschlüsse auf dem Rücken. Während Hollywoodstars wie Joan Crawford den New Look auf der Leinwand verewigten, trugen sie im Alltag allerdings McCardells Entwürfe.
1954 war McCardell Teil des Beirats eines neuen Magazins, aus dem Sports Illustrated hervorging. 1957 erschien ihr Buch What Shall I Wear? The What, Where, When, and How Much of Fashion. 1955 präsentierte sie Kleider, deren Muster auf Entwürfen von Pablo Picasso, Marc Chagall, Fernand Léger und Joan Miró beruhten.
1957 wurde bei McCardell Darmkrebs im Endstadium diagnostiziert. Mit Hilfe der befreundeten Designerin Mildred Orrick (1906–1994) erarbeitete sie ihre letzte Kollektion vom Krankenhaus aus, ehe sie im März 1958 starb. Nach ihrem Tod entschied ihre Familie, das Modelabel zu schließen.

## Einfluss auf die Modewelt
1981 legte die Kaufhauskette Lord & Taylor das Popover-Kleid als Teil einer „McCardell Retrospektive“ neu auf. Originale von McCardells Entwürfe befinden sich heute unter anderem in den Sammlungen des Metropolitan Museum of Art, des LACMA und des Victoria & Albert Museums.
1990 nannte Life McCardell eine der 100 einflussreichsten Amerikanerinnen und Amerikaner des 20. Jahrhunderts.
Designerinnen und Designer wie Rudi Gernreich, Isaac Mizrahi, Donna Karan, Calvin Klein, Michael Kors, Norma Kamali und Cynthia Rowley waren oder sind von McCardell beeinflusst. Anna Suis Kollektion Frühjahr/Sommer 1999 war unmittelbar von McCardell inspiriert.

## Auszeichnungen
- 1939: Auszeichnung, New York World’s Fair[6]
- 1943: Mademoiselle Merit Award
- 1944: Coty American Fashion Critics’ „Winnie“ Award (für das Popover-Kleid)[25]
- 1946: Best Sportswear Designer Award
- 1948: Neiman Marcus Award for Distinguished Service in the Field of Fashion[20]
- 1950: Women’s National Press Club Award, überreicht von Harry S. Truman[25]
- 1956: American Sportswear Design Award von Sports Illustrated[10]
- 1956: Parsons Medal for Distinguished Achievement[23]
- 1958: Coty American Fashion Critics’ Award (Hall of Fame, posthum)

## Ausstellungen
- 1953: Retrospektive, Frank Perls Gallery, Beverly Hills[25]
- 1971: Innovative Contemporary Fashion: Adri and McCardell, Smithsonian Institution, Washington, D.C.
- 1985: All-American: A Sportswear Tradition, Fashion Institute of Technology, New York[32]
- 1987: Three Women: Madeleine Vionnet, Claire McCardell and Rei Kawakubo, Fashion Institute of Technology, New York[23]
- 1994: Parsons The New School for Design, New York[33][6]
- 1998: American Ingenuity: Sportswear, 1930s–1970s, Metropolitan Museum of Art, New York
- 1998: Fashion Institute of Technology, New York
- 1998: Maryland Historical Society, Baltimore